# Маріо Бортолацці
Маріо Бортолацці (італ. Mario Bortolazzi, нар. 10 січня 1965, Верона) — італійський футболіст, що грав на позиції півзахисника, зокрема за клуб «Дженоа». По завершенні ігрової кар'єри — тренер.

## Ігрова кар'єра
Народився 10 січня 1965 року в місті Верона. Вихованець футбольної школи клубу «Тебальді Верона».
У дорослому футболі дебютував 1980 року виступами за команду «Мантова», в якій провів два сезони, взявши участь у 27 матчах чемпіонату.
У жовтні 1982 року перейшов до вищолігової «Фіорентини», де протягом трьох сезонів боровся за місце в основному складі команди, проте невдало. 1985 року став гравцем «Мілана», де також мав проблеми с потраплянням до основного складу, натомість сезон 1986/87 провів в оренді у друголіговій «Пармі». Згодом провів 13 матчів у переможному для «Мілана» сезоні 1987/88.
Наприкінці 1980-х відіграв по одному сезону за «Верону» та «Аталанту», після чого 1990 року уклав контракт з «Дженоа». Відіграв за генуезький клуб п'ять сезонів у Серії A та три сезони у Серії B. Більшість часу, проведеного у складі «Дженоа», був основним гравцем команди. Пізніше, у 2013 році, був включений до символічного найкращого складу «Дженоа» за його 120-річну на той час історію.
Згодом сезон 1998/99 провів у команді англійського Першого Дивізіону «Вест-Бромвіч Альбіон», після чого грав за третьолігові італійські «Ліворно» та «Лекко».
Завершував ігрову кар'єру в сезоні 2002/03 у тому ж «Ліворно», на той час вже команді Серії B.

## Кар'єра тренера
Розпочав тренерську кар'єру невдовзі по завершенні кар'єри гравця, 2005 року, увійшовши до очолюваного Роберто Донадоні тренерського штабу клубу «Ліворно».
Відтоді залишався помічником Донадоні на його наступних місцях роботи — у тренерському штабі збірної Італії в 2006–2008 роках, у «Наполі» (2009), «Пармі» (2012–2015) та «Болоньї» (2015–2018).
Впродовж 2019–2020 років входив до очолюваного Донадоні тренерського штабу китайського «Шеньчженя».

## Статистика виступів

### Статистика клубних виступів
| Сезон                  | Команда                | Чемпіонат              | Чемпіонат | Чемпіонат | Кубок Італії | Кубок Італії | Кубок Італії | Єврокубки | Єврокубки | Єврокубки | Інші змагання | Інші змагання | Інші змагання | Усього | Усього |
| Сезон                  | Команда                | Ліга                   | Ігор      | Голів     | Ліга         | Ігор         | Голів        | Ліга      | Ігор      | Голів     | Ліга          | Ігор          | Голів         | Ігор   | Голів  |
| ---------------------- | ---------------------- | ---------------------- | --------- | --------- | ------------ | ------------ | ------------ | --------- | --------- | --------- | ------------- | ------------- | ------------- | ------ | ------ |
| 1980–81                | «Мантова»              | C1                     | 1         | 0         | КІ-C         | ?            | ?            | -         | -         | -         | -             | -             | -             | 1+     | 0+     |
| 1981–82                | «Мантова»              | C1                     | 21        | 0         | КІ-C         | ?            | ?            | -         | -         | -         | -             | -             | -             | 21+    | 0+     |
| лип.-жовт. 1982        | «Мантова»              | C2                     | 5         | 0         | КІ-C         | ?            | ?            | -         | -         | -         | -             | -             | -             | 5+     | 0+     |
| Усього за «Мантову»    | Усього за «Мантову»    | Усього за «Мантову»    | 27        | 0         |              | ?            | ?            |           | -         | -         |               | -             | -             | 27+    | 0+     |
| жовт. 1982–83          | «Фіорентина»           | A                      | 2         | 0         | КІ           | 0            | 0            | КУЄФА     | 0         | 0         | -             | -             | -             | 2      | 0      |
| 1983–84                | «Фіорентина»           | A                      | 1         | 0         | КІ           | 0            | 0            | -         | -         | -         | -             | -             | -             | 1      | 0      |
| 1984–85                | «Фіорентина»           | A                      | 8         | 0         | КІ           | 0            | 0            | КУЄФА     | 0         | 0         | -             | -             | -             | 8      | 0      |
| Усього за «Фіорентину» | Усього за «Фіорентину» | Усього за «Фіорентину» | 11        | 0         |              | 0            | 0            |           | 0         | 0         | -             | -             |               | 11     | 0      |
| 1985–86                | «Мілан»                | A                      | 7         | 0         | КІ           | 5            | 0            | КУЄФА     | 3         | 1         | ЛТ            | 3             | 0             | 18     | 1      |
| 1986–87                | «Парма»                | B                      | 34        | 7         | КІ           | 9            | 0            | -         | -         | -         | -             | -             | -             | 45     | 7      |
| 1987–88                | «Мілан»                | A                      | 13        | 1         | КІ           | 7            | 0            | КУЄФА     | 2         | 0         | -             | -             | -             | 22     | 1      |
| Усього за «Мілан»      | Усього за «Мілан»      | Усього за «Мілан»      | 20        | 1         |              | 12           | 0            |           | 5         | 1         |               | 3             | 0             | 40     | 2      |
| 1988–89                | «Верона»               | A                      | 33        | 4         | КІ           | 8            | 1            | -         | -         | -         | -             | -             | -             | 41     | 5      |
| 1989–90                | «Аталанта»             | A                      | 20        | 2         | КІ           | 4            | 2            | КУЄФА     | 1         | 0         | -             | -             | -             | 25     | 4      |
| 1990–91                | «Дженоа»               | A                      | 31        | 1         | КІ           | 3            | 0            | -         | -         | -         | -             | -             | -             | 34     | 1      |
| 1991–92                | «Дженоа»               | A                      | 32        | 4         | КІ           | 5            | 1            | КУЄФА     | 10        | 0         | -             | -             | -             | 47     | 6      |
| 1992–93                | «Дженоа»               | A                      | 31        | 1         | КІ           | 5            | 1            | -         | -         | -         | -             | -             | -             | 36     | 2      |
| 1993–94                | «Дженоа»               | A                      | 32        | 0         | КІ           | 1            | 0            | -         | -         | -         | -             | -             | -             | 25     | 4      |
| 1994–95                | «Дженоа»               | A                      | 31+1      | 1+0       | КІ           | 3            | 0            | -         | -         | -         | -             | -             | -             | 35     | 1      |
| 1995–96                | «Дженоа»               | B                      | 36        | 3         | КІ           | 2            | 0            | -         | -         | -         | ЧІ            | 1+            | 0+            | 38+    | 3+     |
| 1996–97                | «Дженоа»               | B                      | 32        | 2         | КІ           | 5            | 0            | -         | -         | -         | -             | -             | -             | 37     | 2      |
| 1997–98                | «Дженоа»               | B                      | 26        | 4         | КІ           | 4            | 0            | -         | -         | -         | -             | -             | -             | 30     | 4      |
| Усього за «Дженоа»     | Усього за «Дженоа»     | Усього за «Дженоа»     | 250+1     | 16        |              | 28           | 2            |           | 10        | 0         |               | 1+            | 0+            | 290+   | 18+    |
| 1998–99                | «Вест-Бромвіч Альбіон» | 1Д                     | 35        | 2         | КА+КЛ        | 1+0          | 0            | -         | -         | -         | -             | -             | -             | 36     | 2      |
| 1999–00                | «Ліворно»              | C1                     | 29        | 0         | КІ-C         | ?            | ?            | -         | -         | -         | -             | -             | -             | 29+    | 0+     |
| 2000–01                | «Лекко»                | C1                     | 13        | 3         | КІ-C         | ?            | ?            | -         | -         | -         | -             | -             | -             | 13+    | 3+     |
| 2001–02                | «Лекко»                | C1                     | 32        | 10        | КІ-C         | ?            | ?            | -         | -         | -         | -             | -             | -             | 32+    | 10+    |
| Усього за «Лекко»      | Усього за «Лекко»      | Усього за «Лекко»      | 45        | 13        |              | ?            | ?            |           | -         | -         |               | -             | -             | 289    | 18     |
| 2002–03                | «Ліворно»              | B                      | 17        | 1         | КІ           | 1            | 0            | -         | -         | -         | -             | -             | -             | 18     | 1      |
| Усього за «Ліворно»    | Усього за «Ліворно»    | Усього за «Ліворно»    | 46        | 1         |              | 1+           | 0+           |           | -         | -         |               | -             | -             | 47+    | 1+     |
| Усього за кар'єру      | Усього за кар'єру      | Усього за кар'єру      | 522       | 44        |              | 63+          | 5+           |           | 16        | 1         |               | 4+            | 0+            | 605+   | 50+    |

## Титули і досягнення
- Чемпіон Італії (1):

«Мілан»: 1987-1988